# Vive La Différence!
Vive La Différence! es el tercer y último álbum de estudio de la banda sueca Eggstone, publicado por primera vez en Suecia el 8 de enero de 1997. Un lanzamiento en Japón apareció el 21 de enero del mismo año por L'appareil-Photo.
Vive La Différence!, junto con los otros dos álbumes, Eggstone in San Diego y Somersault, fueron relanzados en vinilo por Vibrafon Records.

## Lista de canciones
Todas las canciones escritas por Eggstone.
| Lista de canciones de Vive La Différence! |                           |          |  |
| N.º                                       | Título                    | Duración |  |
| 1.                                        | «Head Around»             | 5:11     |  |
| 2.                                        | «Supermeaningfectlyless»  | 3:21     |  |
| 3.                                        | «Birds in Cages»          | 4:59     |  |
| 4.                                        | «Never Been a Better Day» | 4:40     |  |
| 5.                                        | «Taramasalata»            | 4:39     |  |
| 6.                                        | «Il Trascurato»           | 4:20     |  |
| 7.                                        | «April and May»           | 3:31     |  |
| 8.                                        | «Marabous»                | 4:26     |  |
| 9.                                        | «Still All Stands Still»  | 3:00     |  |
| 10.                                       | «Neil»                    | 4:30     |  |

## Créditos
Créditos adaptados desde las notas del álbum.
Eggstone
- Per Sunding – voz principal, bajo eléctrico
- Patrik Bartosch – guitarra, teclado, vibráfono, Glockenspiel, coros
- Maurits Carlsson – batería, percusión, coros